# (10177) Ellison
(10177) Ellison est un astéroïde de la ceinture principale.

## Description
(10177) Ellison est un astéroïde de la ceinture principale. Il fut découvert le 10 février 1996 à Kitt Peak par le projet Spacewatch. Il présente une orbite caractérisée par un demi-grand axe de 2,31 UA, une excentricité de 0,16 et une inclinaison de 6,6° par rapport à l'écliptique.

## Compléments